# Валиан, Эзра
Эзра Харм Рюд Валиан (нидерл. Ezra Harm Ruud Walian; 22 октября 1997, Амстердам, Нидерланды) — нидерландский и индонезийский футболист, нападающий клуба «Персик Кедири». Выступал за сборную Индонезии.

## Клубная карьера
Валиан - выпускник знаменитой академии амстердамского «Аякса». Он дебютировал за «Йонг Аякс» 26 сентября 2016 года в игре первого дивизиона против клуба «Осс». 30 июня 2017 года покинул «Йонг Аякс» после того, как истёк срок его контракта.
В июле и августе 2017 года проходил просмотры с участием трёх английских клубов — «Болтон Уондерерс», «Халл Сити» и «Вест Хэм Юнайтед». Однако, ни один из них не предложил игроку контракта. В конце августа, 29 августа, было объявлено, что Валиан подписал контракт с «Алмере Сити», клубом, аффилированным с «Аяксом». Срок контракта — 2 года. Дебютировал за клуб в первом дивизионе с командой «Хелмонд Спорт».